# Trzęsienie ziemi w Umbrii i Marche
Trzęsienie ziemi we Włoszech – seria trzęsień, które miały miejsce między 26 września 1997 a 5 kwietnia 1998 w Umbrii i Marche we Włoszech. Ich maksymalna siła wyniosła 5,8 stopnia Richtera (9-10 stopnia w skali Mercallego).

## Pierwsze symptomy
Seria drgań notowana była już w sierpniu 1997 w pobliżu Nocera Umbra i Colfiorito. Ich siła wynosiła 3-4 w skali Mercallego na początku września. Odpowiednie służby państwowe nie uznały zjawiska za zagrażające bezpieczeństwu miejscowej ludności.

## Ciąg wstrząsów sejsmicznych
Pierwszy poważny wstrząs zanotowany został 26 września 1997 o godz. 1:12, osiągając 7-8 stopień w skali Mercallego. Zaraz po nim nastąpiły mniejsze drgania. O godz. 11:42 potężny wstrząs osiągnął stopień 9. Kilka dni później, 3 października miał miejsce kolejny poważny wstrząs o godz 10:55, osiągnął stopień 7. Drgania były odnotowywalne także w dużej odległości od epicentrum. Głębokość ogniska trzęsienia ziemi szacowano na ok. 10 km.

## Skutki kataklizmu
Najbardziej ucierpiały Foligno, Nocera Umbra, Preci, Sellano, Asyż w Umbrii oraz Serravalle di Chienti i Camerino w Marche. Wstrząsy nocne poważnie uszkodziły zabudowę małych miast Apeninów. Wstrząsy poranne spowodowały zawalenie się niektórych budowli uszkodzonych podczas wcześniejszych drgań. M.in. zawaliło się sklepienie Bazyliki św. Franciszka w Asyżu ze słynnymi freskami Giotta. Pod upadającymi elementami średniowiecznych konstrukcji zginęły wówczas cztery osoby: dwóch braci franciszkanów (br. Zdzisław Borowiec i o. Angelo Api) i technicy weryfikujący stan zniszczeń. Przypadkowo tragedia została zarejestrowana przez operatorów telewizyjnych, wzbudzając oczywiste emocje. Ekipy telewizyjne zarejestrowały również zawalenie się wieżycy Palazzo Comunale w Foligno w dniu 14 października. Zabytek uległ uszkodzeniu w czasie wcześniejszych wstrząsów.
W sumie w wyniku trzęsienia ziemi w Umbrii i Marche zginęło 11 osób. Ewakuowano 22 604 osoby. Ucierpiało 76 miejscowości. Zniszczonych zostało wiele zabytkowych budynków. By odrestaurować sklepienie asyskiej bazyliki wydano 30 000 000 000 starych lirów włoskich.